# Preludes en fuga
Preludes en fuga (voluit Preludes en fuga voor dertien solostrijkers) is een compositie van Witold Lutosławski. De Pool Lutosławski had al ideeën voor dit soort werken in 1960, maar het zou uiteindelijk tot augustus 1972 duren voordat dit werk uit zijn pen was gevloeid. Het werk werd door de componist gebruikt om meer melodie in zijn composities te krijgen na de experimentele periode. De titel wijst op samenhang want werd eerder door talloze componisten gebruikt. Bij Lutosławski is dat niet het geval. De preludess en ook de fuga kunnen los van elkaar gespeeld worden of in een combinatie van preludes. Daarbij is de volgorde dan ook niet van belang. Als echter alle acht deeltjes gespeeld worden is de hier onderstaande volgorde verplicht:
1. Prelude 1
2. Prelude 2
3. Prelude 3
4. Prelude 4
5. Prelude 5
6. Prelude 6
7. Prelude 7
8. Fuga

Het begin van Prelude 1 komt terug in de fuga.
De gehele set werd voor het eerste uitgevoerd op 12 oktober 1972 door het Radiosymfonieorkest van Zagreb onder leiding van Mario di Bonaventura, opdrachtgever en dirigent. Plaats van handeling was Graz. De autoriteiten wisten kennelijk niet wat ze met dit redelijk modern klinkend werk moesten. Het werd in 1978 geëerd met een staatsprijs.  
De strijkers zitten in een samenstelling van
- 7 violen, 3 altviolen, 2 celli, 1 contrabas